# Moša Pijade

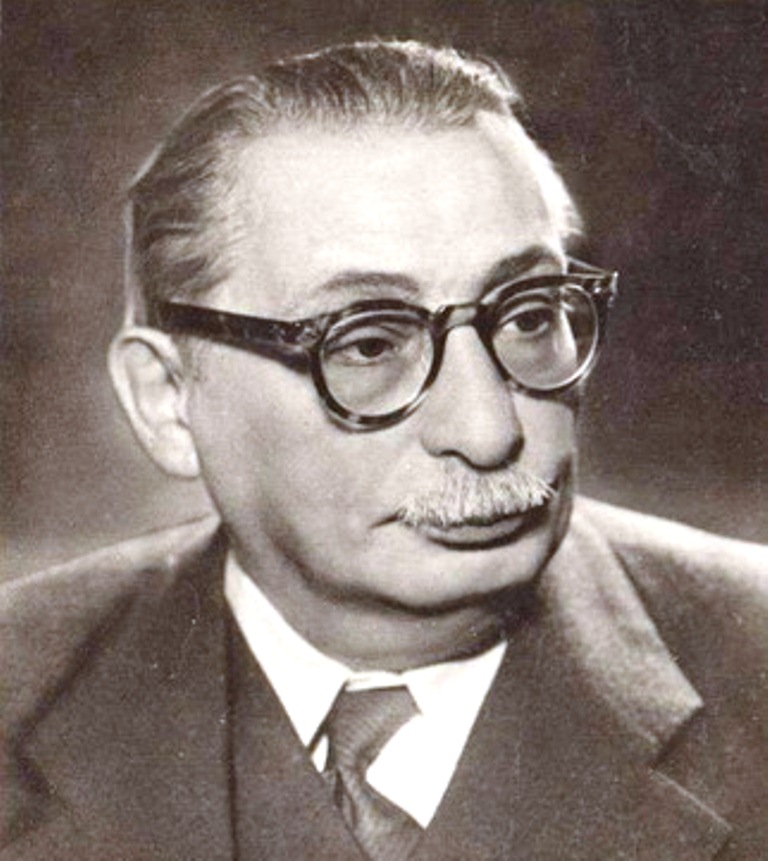
Moša Pijade

Moša Pijade (srbsky Моша Пијаде; 4. ledna 1890 – 15. března 1957) (také přezdívaný Čiča Janko, „Strýček Janko“) byl prominentní jugoslávský komunistický politik a partyzán. Narodil se v Srbsku a byl židovské národnosti. Patřil k nejbližším spolupracovníkům vůdce komunistických partyzánů Jugoslávie Josipa Broze Tita a byl řádným členem Srbské akademie věd a umění.
V mládí byl malířem a uměleckým kritikem. Zaobíral se též marxistickou teorií, přeložil Marxův Kapitál a Komunistický manifest do srbochorvatštiny. Zapojil se aktivně do komunistického hnutí a roku 1925 byl odsouzen k 25 letům vězení za revoluční aktivity (propuštěn byl po 14 letech). V březnu 1939 opustil brány věznice, nicméně ani ne o rok později byl internován do koncentračního tábora poblíž Bileći.
Za 2. světové války byl členem ústředního výboru Komunistické strany Jugoslávie a později jedním z členů Politbyra komunistické strany Jugoslávie, byl oslavován jako válečný hrdina a byl jedním z předsedů jugoslávského parlamentu v letech 1945–1953.
Byl kritizován za to, že se dopouštěl četných zločinů, především zabírání majetku velkostatkářům a kapitalistům (tzv. „leva skretanja“). Byl jedním z vůdců povstání v Černé Hoře, ale je popsána jeho nemilosrdná krutost vůči lidem, kteří se odmítli připojit k jeho jednotce.
V roce 1948 přesvědčil Tita, aby umožnil těm Židům, kteří zůstali v Jugoslávii, emigraci do Izraele. Tito s jednorázovým opatřením souhlasil. Nakonec na lodi SS Kefalos odjely tři tisíce Židů v prosinci 1948 do Izraele. Mezi nimi Tommy Lapid, pozdější náměstek předsedy vlády, otec
Ja'ira Lapida.
Zemřel v Paříži v roce 1957, při návratu z Londýna, kde vedl rozhovory v čele jugoslávské parlamentní delegace.